# Henri Dutasta
Henri Dutasta, né à Bordeaux, le 12 octobre 1843 et mort le 14 juillet 1889 , est un professeur, et homme politique, ancien maire de Toulon de 1878 à 1888. 

## Carrière
Après des études à l'École normale supérieure (promotion 1863), il est nommé professeur de philosophie à Cahors (1866), puis à Toulon (1868). Candidat au poste de conseiller municipal dès 1871, il est sommé par le ministère de l'Instruction publique de l'époque de choisir entre le lycée et le conseil municipal ; il présente sa candidature. Recevant, dès lors, une mutation à Rodez, il la refuse et reçoit une mise en disponibilité. Il reste 18 ans au conseil municipal de Toulon, dont 10 ans en tant que maire. Il siège également 8 ans comme conseiller général. Il fonde en 1880 le journal Le Petit Var.
Il est nommé chevalier de la Légion d'honneur le 12 juillet 1884. 

## Ouvrages
- Le capitaine Vallé, ou l'Armée sous la restauration, Hachette, Paris, 1883.